# Chamisso Island
Chamisso Island (Inuktitut: Iguagvik) ist eine Insel im Kotzebue-Sund, einem Meeresarm der Tschuktschensee, der nördlich der Beringstraße in das nordamerikanische Festland hineinragt. Sie liegt 4,2 km südlich der Choris-Halbinsel am Eingang der Eschscholtz-Bucht.

## Geographie
Chamisso Island ist von annähernd dreieckiger Gestalt. Die Insel ist 2,3 km lang und maximal 1,4 km breit. Der höchste Punkt liegt 75 m über dem Meeresspiegel. Die Küste fällt fast überall steil ab, nur im Osten lässt eine flache sandige Landzunge eine Landung zu.

## Natur
Die Chamisso-Insel ist bereits seit dem 7. Dezember 1912 als Naturschutzgebiet ausgewiesen. Gemeinsam mit der viel kleineren Nachbarinsel Puffin Island gut 400 Meter nordwestlich und einigen Felsen bildet sie seit 1975 die 1,84 km² große Chamisso Wilderness, die wiederum Teil des Alaska Maritime National Wildlife Refuge ist.
Die Vegetation entspricht der einer Tundra. Daneben gibt es lokal Strand- und Sumpfpflanzengemeinschaften. Auf der Insel brüten etwa 3000 Seevögel, vor allem der Hornlund. Füchse und Seehunde besuchen zumindest zeitweise die Insel.

## Geschichte
Als erster Europäer betrat Otto von Kotzebue als Leiter der russischen Rurik-Expedition die Insel am 3. August 1816. Er benannte sie nach dem Dichter und Naturforscher Adelbert von Chamisso, der selbst Teilnehmer an der Expedition war. Kotzebue fand hier einen Rastplatz der Eskimos und mehrere Vorratslager, die Seehundfleisch enthielten.
1826 ankerte die HMS Blossom unter Kapitän Frederick William Beechey vor der Insel, nahm Trinkwasser auf und wartete vergeblich auf John Franklin, der die Nordküste Alaskas von der Mündung des Mackenzie River kommend mit Booten erkundete, und William Edward Parry, der versuchte die Nordwestpassage mit HMS Hecla und HMS Fury zu befahren. Es kam zu einem blutigen Konflikt mit den Eskimos, bei dem mindestens ein Eskimo getötet und mehrere Engländer verwundet wurden.